# Mateus de Castro
Mateus de Castro C.O. (1569  - 20 de julho de 1677) foi um prelado de origem goesa, o primeiro indiano consagrado bispo e vigário apostólico de Idalcan.

## Biografia
Nascido em uma família brâmane de Divar, tinha como nome Mahalo. Diz-se que Mateus de Castro foi sequestrado e enviado para o seminário franciscano em Reis Magos, em Bardez, para ser ensinado a nova religião. Durante a fase inicial da cristianização de Goa, as autoridades portuguesas usavam muitas manobras para converter os nativos ao cristianismo. Uma das quais era apanhar meninos de famílias hindus influentes antes da sua puberdade e inscrevê-los nos seminários. Além das famílias influentes, crianças do sexo masculino a partir das castas superiores da sociedade hindu foram por ampliar sua alfabetização. Por conseguinte, a tarefa de doutrinação era muito mais fácil. Estes jovens convertidos seriam influente em convencer seus parentes e pessoas de sua comunidade a abraçar a nova fé. Mas de acordo com a política do Padroado, no momento, não admitir indianos em suas fileiras, o seu pedido de ordenação ao sacerdócio não era confirmado.
Em 1625, Mateus de Castro viajou para Roma, na companhia de alguns padres carmelitas que tinham se tornado companheiros e foi introduzido por Francesco Ingoli, o dinâmico secretário da recém-criada Propaganda Fide, que em diálogo com o indiano convertido recomendou o seu ingresso no Colégio Urbano em Roma para estudar para o sacerdócio. Depois de ser ordenado sacerdote em 1630, prosseguiu seus estudos para um doutorado em teologia, impressionando seus superiores com suas habilidades. Ele foi nomeado protonotário apostólico em 1633 e bispo em 1635. Foi consagrado bispo-titular de Chrysopolis in Arabia em Roma pelo bispo Andrea Soffiani, bispo de Santorini, auxiliado por Domenico Marengo, O.F.M., bispo de Syros e por Giacomo Della Rocca, bispo de Termia e foi nomeado vigário apostólico para os Reinos da Hidalcão (Adil Xá), Pegu e Golconda.
Bispo de Castro foi apresentado em grande estima aos tribunais do imperador mongol Shah Jahan e outros governantes da Índia, incluindo os do Sultanato de Bijapur que pertencia à dinastia Adil Shahi, que governou Goa antes dos portugueses. Eles permitiram que Castro construísse casas e residências em seus domínios para a acomodação e conveniência dos convertidos. Ele ajudou a estabelecer relações comerciais entre os católicos de Goa e os povos desses reinos. Ele fundou a Missão Apostólica de Bombaim que evoluiu a partir de uma aldeia no século XVII. Durante seu mandato como Bispo ele estava em desacordo constante com o Padroado Português em Goa. Ele era veementemente contra a Inquisição de Goa, usando seus esforços e influência para livrar Goa do tribunal. 
O bispo passou os últimos anos de sua vida em Roma.